# Camera di commercio

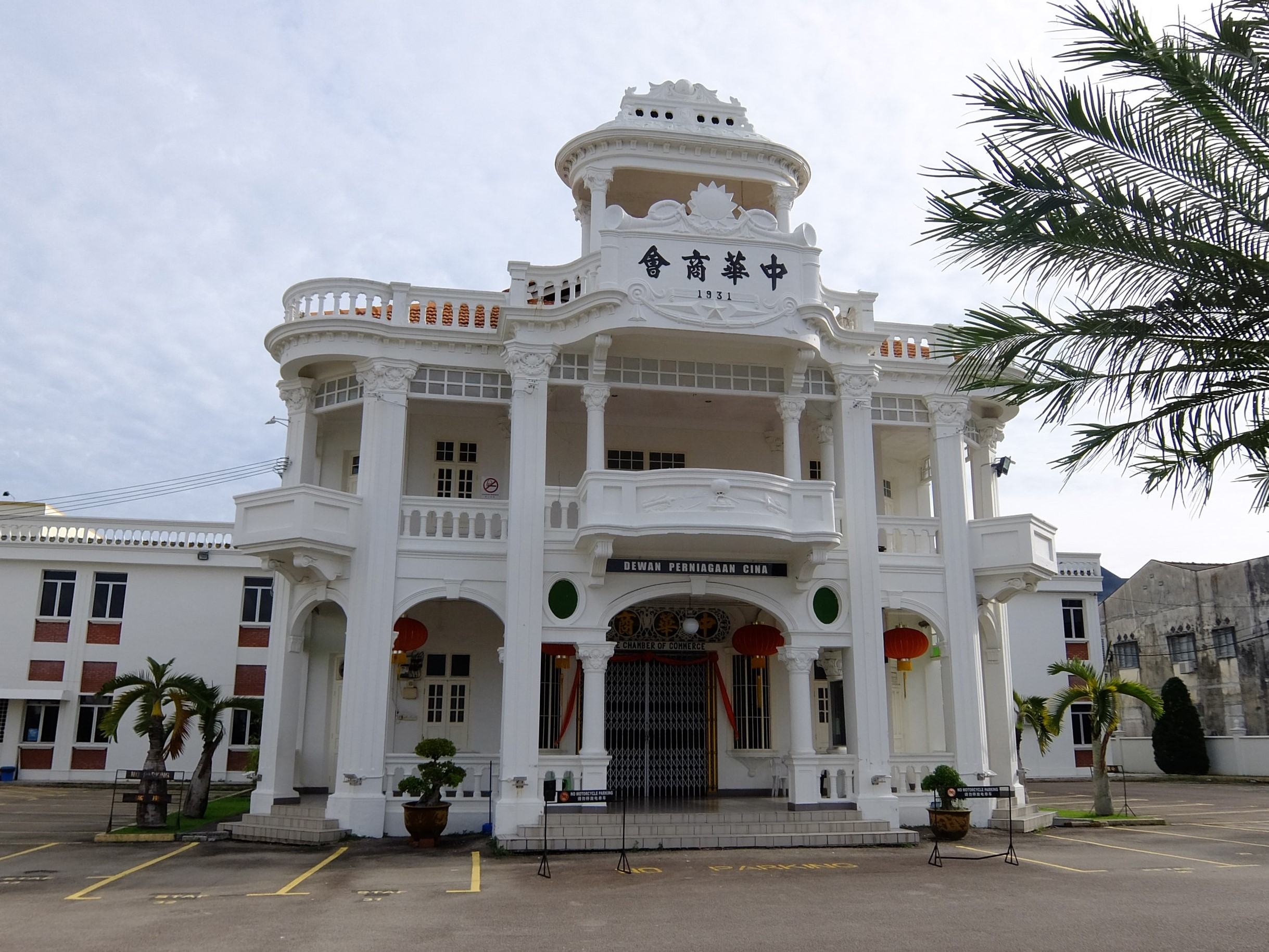
Camera di commercio cinese a Batu Pahat in Malaysia.

La camera di commercio è un ente presso il quale sono iscritte  le imprese di un determinato territorio anche ai fini di tutelarne i loro interessi collettivi, creare opportunità di affari e prestare loro eventuali altri servizi (ad esempio, di arbitrato per le controversie tra di esse o con i loro clienti). Si ritiene che le più antiche camere di commercio siano quelle di Marsiglia, in Francia, e di Bruges, in Belgio, fondate nel 1599.
L'ambito territoriale di riferimento di una camera di commercio è molto variabile: può andare da una città ad una circoscrizione di livello intermedio (provincia, come in Italia, regione, contea ecc.) fino ad un intero stato; esistono inoltre camere di commercio internazionali. Anche il numero di imprese aderenti può variare notevolmente, dall'ordine delle decine fino a quello delle centinaia di migliaia (sono più di 300.000 nella Camera di commercio e industria di Parigi). Le camere di commercio possono essere a loro volta associate in organizzazioni nazionali, come Unioncamere in Italia, o internazionali, come Eurochambres a livello europeo e l'International Chamber of Commerce (ICC) a livello mondiale.

## Storia

Ordinanza con cui il Foro dei Mercanti di Bologna imponeva ai mediatori una cauzione per autorizzarli a svolgere l'attività, 1614 (Fondazione Mansutti)

I fori dei mercanti erano degli enti speciali, fondati nella seconda metà del XVI secolo e comuni nelle città italiane. L'istituzione resistette fino all'arrivo di Napoleone, che la sostituì con i Tribunali del commercio e, pochi anni dopo, con le Camere di commercio. 
In questi ambiti i magistrati avevano mandato di risolvere le controversie mercantili, rispondendo alla necessità di risolvere in modo imparziale e rapido i procedimenti. 
Erano, all'epoca, previsti cinque giorni per i casi di piccolo e medio valore, fino a trenta per le cause di valore maggiore. La funzione delle corti giudicanti riguardava anche il controllo dei libri contabili, dei pesi e delle misure, nonché delle monete.

## Caratteristiche

### Camere pubbliche e private
Esistono nel mondo due modelli di camera di commercio: quello pubblicistico e quello privatistico.
Nel primo, che prevale tra i paesi di civil law (ad esempio, Italia, Francia, Germania, Spagna, Austria, Paesi Bassi), la camera di commercio è un ente pubblico al quale le imprese sono obbligate ad aderire, sicché la quota associativa che versano ha carattere parafiscale. Queste camere di commercio possono avere anche funzioni consultive nell'ambito dei procedimenti per l'adozione di atti normativi o provvedimenti che riguardano le imprese.
Nel modello privatistico, tipico dei paesi di common law (ad es. il Regno Unito, dove si usa talvolta la denominazione board of trade) ma presente anche altrove (ad esempio in Belgio), la camera di commercio è un'associazione di diritto privato alla quale le imprese aderiscono volontariamente. Anche queste camere di commercio possono partecipare alla formulazione di politiche pubbliche ma, a differenza delle precedenti, non per una funzione loro formalmente attribuita ma per l'azione che svolgono quali gruppi di pressione.

### Camere bilaterali
Le camere di commercio bilaterali sono associazioni che riuniscono imprese di due diversi stati con lo scopo di promuovere e supportare gli scambi commerciali tra gli stessi e gli investimenti da uno stato all'altro. Si tratta di associazioni di diritto privato, anche se di solito operanti in stretto contatto con le missioni diplomatiche e i posti consolari, che offrono agli associati servizi di consulenza, traduzione ed interpretariato, ricerche di mercato, analisi legislative ecc.

## Nel mondo

### Italia
Nell'ordinamento italiano le camere di commercio, industria, artigianato e agricoltura (CCIAA), comunemente note come camere di commercio, sono enti pubblici locali non territoriali dotati di autonomia funzionale. Ai sensi della legge 29 dicembre 1993, n. 580, svolgono, nell'ambito della circoscrizione territoriale di competenza e sulla base del principio di sussidiarietà di cui all'articolo 118 della Costituzione, funzioni di interesse generale per il sistema delle imprese, curandone lo sviluppo nell'ambito delle economie locali.